# Чаплин, Борис Николаевич
Бори́с Никола́евич Ча́плин (8 сентября 1931, Москва, РСФСР, СССР — 3 апреля 2015, там же, Российская Федерация) — советский дипломат. Чрезвычайный и полномочный посол.

## Биография
Родился в семье партийного деятеля, бывшего первого секретаря ЦК ВЛКСМ Николая Павловича Чаплина, расстрелянного в 1938 году. 
Член КПСС с 1961 года. Окончил Московский горный институт (сейчас — Горный институт НИТУ «МИСиС») в 1955 году. Кандидат технических наук (1963), доцент.
- С 1955 года — горный мастер, начальник участка на угольных шахтах в Кузбассе.
- В 1957—1965 годах — на научной работе.
- В 1965—1968 годах — второй секретарь Октябрьского райкома КПСС в Москве.
- В 1968—1974 годах — первый секретарь Черёмушкинского райкома КПСС в Москве.
- С 11 октября 1974 по 21 июля 1986 года — чрезвычайный и полномочный посол СССР в Демократической Республике Вьетнам (с 1976 — Социалистической Республике Вьетнам)[1].
- В 1976—1990 годах — кандидат в члены ЦК КПСС.
- В 1986—1991 годах — заместитель министра иностранных дел СССР.
- В 1992—1997 годах — генеральный консул Российской Федерации в Шанхае[2].

Похоронен на Новодевичьем кладбище в Москве. 

## Примечательные факты
Существуют мнения современников, что Чаплин принимал активное участие в разгоне в сентябре 1974 года, так называемой «бульдозерной выставки» в Беляево, проходившей в подведомственном ему районе Москвы. Разгон выставки вызвал противоречивую реакцию в верхушке советской номенклатуры. Менее чем через месяц Чаплин был снят с должности первого секретаря Черёмушкинского райкома КПСС и отправлен послом во Вьетнам. Что впрочем не помешало дальнейшему подъёму его дипломатической карьеры в 80-е годы.

## Награды и премии
- Государственная премия СССР (1967), получил как доцент Московского горного института «за разработку и широкое внедрение новой технологии открытой добычи угля с применением гидравлических способов работ в сложных геологических и климатических условиях Кузбасса».

Награждён также 3 орденами и медалями.